# العلاقات المكسيكية السنغافورية
العلاقات المكسيكية السنغافورية هي العلاقات الثنائية التي تجمع بين المكسيك وسنغافورة.

## مقارنة بين البلدين
هذه مقارنة عامة ومرجعية للدولتين:
| وجه المقارنة                                              | المكسيك                                                                               | سنغافورة                                                             |
| --------------------------------------------------------- | ------------------------------------------------------------------------------------- | -------------------------------------------------------------------- |
| المساحة (كم2)                                             | 1.97 مليون                                                                            | 719                                                                  |
| عدد السكان (نسمة)                                         | 130.53 مليون                                                                          | 5.89 مليون                                                           |
| الكثافة السكانية (ن./كم²)                                 | 66.26                                                                                 | 819.19 ألف                                                           |
| العاصمة                                                   | مدينة مكسيكو                                                                          | سنغافورة                                                             |
| اللغة الرسمية                                             | اللغة الإسبانية                                                                       | لغة إنجليزية، اللغة الملايو، اللغة الصينية القياسية، اللغة التاميلية |
| العملة                                                    | بيزو مكسيكي                                                                           | دولار سنغافوري                                                       |
| الناتج المحلي الإجمالي (بليون دولار)                      | 1.15 تريليون                                                                          | 323.91 مليار                                                         |
| الناتج المحلي الإجمالي (تعادل القوة الشرائية) بليون دولار | 2.16 تريليون                                                                          | 472.59 مليار                                                         |
| الناتج المحلي الإجمالي الاسمي للفرد دولار أمريكي          | 9.01 ألف                                                                              | 52.89 ألف                                                            |
| الناتج المحلي الإجمالي للفرد دولار أمريكي                 | 17.32 ألف                                                                             | 82.76 ألف                                                            |
| مؤشر التنمية البشرية                                      | 0.756                                                                                 | 0.925                                                                |
| رمز المكالمات الدولي                                      | +52                                                                                   | +65                                                                  |
| رمز الإنترنت                                              | .mx                                                                                   | .sg                                                                  |
| المنطقة الزمنية                                           | منطقة زمنية وسطى، المنطقة الزمنية الجبلية، زمن منطقة المحيط الهادئ، منطقة زمنية شرقية | ت ع م+08:00، توقيت سنغافورة المنسق ‏                                  |

## منظمات دولية مشتركة
يشترك البلدان في عضوية مجموعة من المنظمات الدولية، منها:
| علم المنظمة | اسم المنظمة                                      | تاريخ انضمام المكسيك | تاريخ انضمام سنغافورة |
| ----------- | ------------------------------------------------ | -------------------- | --------------------- |
|             | مؤسسة التنمية الدولية                            | 24 أبريل 1961        | 27 سبتمبر 2002        |
|             | يونسكو                                           | 4 نوفمبر 1946        | 8 أكتوبر 2007         |
|             | وكالة ضمان الاستثمار متعدد الأطراف               | 1 يوليو 2009         | 24 فبراير 1998        |
|             | الأمم المتحدة                                    | 7 نوفمبر 1945        | 21 سبتمبر 1965        |
|             | الاتحاد البريدي العالمي                          | ?                    | ?                     |
|             | البنك الدولي للإنشاء والتعمير                    | 31 ديسمبر 1945       | 3 أغسطس 1966          |
|             | المنظمة الهيدروغرافية الدولية                    | ?                    | ?                     |
|             | الاتحاد الدولي للاتصالات                         | 1 يوليو 1908         | 22 أكتوبر 1965        |
|             | منظمة حظر الأسلحة الكيميائية                     | ?                    | ?                     |
|             | مؤسسة التمويل الدولية                            | 20 يوليو 1956        | 4 سبتمبر 1968         |
|             | منظمة التجارة العالمية                           | 1995                 | ?                     |
|             | منتدى التعاون الاقتصادي لدول آسيا والمحيط الهادئ | 17 نوفمبر 1993       | 6 نوفمبر 1989         |
|             | منظمة الشرطة الجنائية الدولية                    | ?                    | ?                     |

## وصلات خارجية
- موقع وزارة الخارجية المكسيكية
- موقع وزارة الخارجية السنغافورية